# 包咸
包咸（前6年—65年），字子良，會稽郡曲阿縣人，東漢經學家。

## 生平
包咸年輕時為諸生，在長安學習，師事博士右師細君，學習《魯詩》、《論語》。
王莽末年，包咸回鄉里，在東海被赤眉軍拘執。十幾天下來，包咸早晚都誦經自如，赤眉軍覺得奇怪，於是把他遣發走了。因此包咸定居東海，建造精舍講授。
漢光武帝即位後，包咸回到自己家鄉。太守黃讜任戶曹史，想找包咸去教授他的兒子。包咸說：「禮有來學，而無往教。」黃讜就讓兒子拜他為師。包咸後來舉孝廉，授郎中。
建武中，包咸入朝教授皇太子學習《論語》，又作《論語》章句。授諫議大夫、侍中、右中郎將。
永平五年（公元62年），包咸升任大鴻臚。每次進見皇帝，皇帝以錫以幾杖，入屏不趨，贊事不名。經傳若有疑義，就派宦官到他家去提問。漢顯宗認為包咸有師之恩，生活卻清苦，於是經常賞賜珍玩束帛，俸祿也比各公卿多，包咸都將這些分給諸生中最貧困者。包咸病重時，顯宗還親自去看視。
永平八年（公元65年），七十二歲的包咸在任內逝世。

## 子
- 包福，任郎中，教授漢和帝《論語》。[3]

## 延伸阅读
[在维基数据编辑]
 《後漢書·卷79下》，出自范晔《後漢書》